# Sybra samarana
Sybra samarana är en skalbaggsart som beskrevs av Stefan von Breuning 1970. Sybra samarana ingår i släktet Sybra och familjen långhorningar.
Artens utbredningsområde är Filippinerna. Inga underarter finns listade i Catalogue of Life.